# ديف سانت بيتر
ديف سانت بيتر (بالإنجليزية: Dave St. Peter)‏ هو لاعب كرة قاعدة أمريكي، ولد في 3 يناير 1967.